# Верхнеташево
Верхнеташево (баш. Үрге Таш) — упразднённая  в 1979 году деревня на территории Мелеузовского района Республики Башкортостан Российской Федерации. Входила на год упразднения в состав Нугушевского сельсовета  Мелеузовского района Башкирской АССР РСФСР СССР.  Затоплена Нугушским водохранилищем.

## География
Деревня Верхнеташево стояла на правом берегу реки Нугуш.

## История
Деревня Верхнеташево была известна в 1795 году.
Исчезновение деревни связывают со строительством Нугушского водохранилища.
Официально закрыта в 1979 году.

Президиум Верховного Совета Башкирской АССР постановляет:

В связи с перечислением жителей и фактическим прекращением существования исключить из учётных данных по административно-территориальному делению Башкирской АССР следующие населённые пункты

по Мелеузовскому району:

деревня Верхнеташево Нугушевского сельсовета— Указ Президиума ВС Башкирской АССР от 29.09.1979 № 6-2/312 «Об исключении некоторых населённых пунктов из учётных данных по административно-территориальному делению Башкирской АССР»

## Население
В 1859 году в деревне насчитывалось 66 дворов с населением в 420 человек, в 1920 — 88 дворов и 392 человека.

## Инфраструктура
Основой экономики было сельское хозяйство.  
В 1842 г. жители деревни (324 человека) держали 314 лошадей, рогатый скот (221 голов), овец (236), коз (26 голов); на всех имелось 32 улья. 

## Известные жители
- В Отечественной войне 1812 года показали себя бесстрашными конниками братья Ихсан и Хусаин Абубакировы; Ихсан был награждён двумя орденами (св. Анны III степени и св. Владимира IV степени) и двумя медалями, Хусаин — двумя серебряными медалями[1].
- Габитов, Гимран Хамитович (род. 1958, Верхнеташево) — геолог, директор ОАО «АНК „Башнефть“» (2004—2007), глава администрации Архангельского района (с 2011).